# A Modern Cinderella (film 1911)
A Modern Cinderella è un cortometraggio muto del 1911 diretto da J. Searle Dawley.

## Produzione
Il film fu prodotto dalla Edison Company.

## Distribuzione
Distribuito dalla General Film Company, il film - un cortometraggio in una bobina - uscì nelle sale cinematografiche statunitensi il 7 novembre 1911. In Venezuela, venne distribuito con il titolo Una cenicienta moderna.